# Velodrom Vyškov
Velodrom Vyškov je zaniklá cyklistická dráha, která se nacházela na starém sportovním stadionu u vlakového nádraží mezi ulicemi Purkyňova a Na Hraničkách. Tento sportovní areál byl roku 1958 nahrazen novým stadionem postaveným za městským parkem Smetanovy sady, ale již bez velodromu. Na původním sportovišti je od roku 1957 rugbyové hřiště.

## Historie
Na schůzi konané 2. listopadu 1883 došlo k založení Prvního českého klubu velocipedistů na Moravě se sídlem ve Vyškově. Roku 1920 při tomto cyklistickém klubu vznikl i fotbalový odbor, kde atleti hrávali fotbal. O rok později byl založen Sportovní klub Vyškov (S.K.V.), který zahrnoval fotbal, dámskou házenou a atletiku.
Stadion s cyklistickou klopenou dráhou, lehkoatletickou závodní dráhou a fotbalovým hřištěm byl otevřen roku 1925 a dotaci na něj poskytlo ministerstvo zdravotnictví. Na oválu dlouhém 360 metrů se konalo mnoho závodů a jejich návštěvnost bývala až 3 500 diváků.
Klopené zatáčky velodromu odstřelili roku 1944 Němci z důvodu konání armádních atletických závodů. Sovětskou armádou byli při osvobozování Vyškova zastřeleni závodní cyklista Ferdinand Růžička a jeho syn Oldřich zřejmě kvůli záměně jejich cyklistického oblečení (kalhoty pod kolena a podkolenky) za oblečení německé.